# Victor Wanyama
Victor Mugabe Wanyama (Nairobi, 25 juni 1991) is een Keniaans voetballer die doorgaans centraal op het middenveld speelt. Hij tekende in maart 2020 een contract tot eind 2022 bij Montreal Impact, dat hem transfervrij overnam van Tottenham Hotspur. Wanyama debuteerde in 2009 in het Keniaans voetbalelftal. Zijn broer McDonald Mariga maakte in het seizoen 2005/06 zijn debuut in het betaald voetbal.

## Carrière
Wanyama's carrière liep via de Keniaanse club World Hope (later verworden tot Nairobi City Stars) en Helsingborgs IF naar Germinal Beerschot. Daarvoor maakte hij op 22 augustus 2009 zijn officiële debuut in het betaald voetbal.
Wanyama verruilde Germinal Beerschot in juli 2011 voor Celtic, dat circa één miljoen euro voor hem betaalde. Hij debuteerde voor de club tijdens een met 2–1 gewonnen wedstrijd tegen FC Barcelona in de groepsfase van de Champions League 2012/13. Hij maakte zelf een van de doelpunten. Zowel in 2012 als in 2013 sloot Wanyama met Celtic de nationale competitie af als kampioen. In totaal speelde hij ruim zestig competitieduels voor de Schotse club, waarin hij tien doelpunten maakte.
Wanyama tekende in juli 2013 een contract bij Southampton. Hiervoor maakte hij op 17 augustus zijn debuut, tegen West Bromwich Albion (0–1 winst). Wanyama eindigde in het seizoen 2014/15 met Southampton op de zevende plaats in de Premier League, een clubrecord. Hij en zijn ploeggenoten verbroken dat een jaar later opnieuw door zesde te worden.
Wanyama tekende in juni 2016 een contract tot medio 2021 bij Tottenham Hotspur, de nummer drie van de Premier League in het voorgaande seizoen. Dat betaalde circa €14.500.000,- voor hem aan Southampton.
Bij Tottenham kwam hij opnieuw te trainen onder coach Mauricio Pochettino, die hem in 2013 ook naar Southampton haalde. In zijn eerste thuiswedstrijd voor de Spurs in de Premier League scoorde hij direct zijn eerste doelpunt, een 1-0 overwinning op Crystal Palace. De middenvelder was in zijn eerste seizoen een basisklant bij Tottenham maar de daaropvolgende seizoenen kwam hij mede door blessureleed en toegenomen concurrentie minder in actie. Hoogtepunten waren er ook want in het voorjaar van 2019 haalde de Keniaan met Tottenham voor het eerst in zijn bestaan de Champions League finale, waarin Liverpool uiteindelijk met 0-2 te sterk was. In het najaar van 2019 werd Pochettino ontslagen, waarna José Mourinho werd aangesteld. De Portugees maakte aan Wanyama kenbaar dat hij niet in zijn plannen voor kwam en mocht uitkijken naar een nieuwe club.
Wanyama vertrok in maart 2020 transfervrij naar Montreal Impact, dat hem vastlegde tot eind 2022.

## Clubstatistieken
| Seizoen         | Club               | Competitie          | Competitie | Competitie | Play-offs  | Play-offs  | Beker                 | Beker                 | Europa         | Europa         | Totaal | Totaal |
| Seizoen         | Club               | Competitie          | Wed.       | Dlp.       | Wed.       | Dlp.       | Wed.                  | Dlp.                  | Wed.           | Dlp.           | Wed.   | Dlp.   |
| --------------- | ------------------ | ------------------- | ---------- | ---------- | ---------- | ---------- | --------------------- | --------------------- | -------------- | -------------- | ------ | ------ |
| 2009/10         | Germinal Beerschot | Eerste klasse       | 15         | 1          | 4          | 0          | 1                     | 0                     | —              | —              | 20     | 1      |
| 2010/11         | Germinal Beerschot | Eerste klasse       | 26         | 0          | 4          | 1          | 4                     | 0                     | —              | —              | 34     | 1      |
| Seizoen         | Club               | Competitie          | Competitie | Competitie | League Cup | League Cup | Scottisch Cup         | Scottisch Cup         | Europa         | Europa         | Totaal | Totaal |
| Seizoen         | Club               | Competitie          | Wed.       | Dlp.       | Wed.       | Dlp.       | Wed.                  | Dlp.                  | Wed.           | Dlp.           | Wed.   | Dlp.   |
| 2011/12         | Celtic             | Premier League      | 29         | 4          | 4          | 0          | 8                     | 0                     | 5              | 0              | 46     | 4      |
| 2012/13         | Celtic             | Premier League      | 32         | 6          | 2          | 0          | 7                     | 1                     | 10             | 2              | 51     | 9      |
| Seizoen         | Club               | Competitie          | Competitie | Competitie | League Cup | League Cup | English Cup           | English Cup           | Europa         | Europa         | Totaal | Totaal |
| Seizoen         | Club               | Competitie          | Wed.       | Dlp.       | Wed.       | Dlp.       | Wed.                  | Dlp.                  | Wed.           | Dlp.           | Wed.   | Dlp.   |
| 2013/14         | Southampton        | Premier League      | 23         | 0          | 0          | 0          | 1                     | 0                     | —              | —              | 24     | 0      |
| 2014/15         | Southampton        | Premier League      | 32         | 3          | 3          | 0          | 6                     | 0                     | —              | —              | 41     | 3      |
| 2015/16         | Southampton        | Premier League      | 30         | 1          | 2          | 0          | 2                     | 0                     | 3              | 0              | 37     | 1      |
| 2016/17         | Tottenham Hotspur  | Premier League      | 36         | 4          | 1          | 0          | 3                     | 0                     | 7              | 1              | 47     | 5      |
| 2017/18         | Tottenham Hotspur  | Premier League      | 18         | 1          | 0          | 0          | 5                     | 0                     | 1              | 0              | 24     | 1      |
| 2018/19         | Tottenham Hotspur  | Premier League      | 13         | 1          | 2          | 0          | 1                     | 0                     | 6              | 0              | 22     | 1      |
| 2019/20         | Tottenham Hotspur  | Premier League      | 2          | 0          | 1          | 0          | 0                     | 0                     | 1              | 0              | 4      | 0      |
| Seizoen         | Club               | Competitie          | Competitie | Competitie | Play-offs  | Play-offs  | Canadian Championship | Canadian Championship | Internationaal | Internationaal | Totaal | Totaal |
| Seizoen         | Club               | Competitie          | Wed.       | Dlp.       | Wed.       | Dlp.       | Wed.                  | Dlp.                  | Wed.           | Dlp.           | Wed.   | Dlp.   |
| 2020            | Montreal Impact    | Major League Soccer | 22         | 2          | 0          | 0          | 0                     | 0                     | 0              | 0              | 22     | 2      |
| Carrière totaal | Carrière totaal    | Carrière totaal     | 256        | 21         | 23         | 1          | 40                    | 1                     | 30             | 3              | 350    | 26     |

## Erelijst
| Kampioen Scottish Premier League | 2x | 2011/12, 2012/13 |